# Famous Blue Raincoat: Songs of Leonard Cohen
Famous Blue Raincoat és el sisè àlbum de Jennifer Warnes i el primer que va enregistrar amb el seu segell particular.
Editat el 1987, Famous Blue Raincoat és un homenatge al cantautor canadenc Leonard Cohen, de qui va ser corista en les gires dels anys 1970. Es recullen temes des de l'àlbum Songs from a Room de 1969 a Various Positions de 1984.
Els músics convidats foren Stevie Ray Vaughan i Robben Ford per a la peça First We Take Manhattan i el mateix Cohen a Joan of Arc.

## Llista de temes
1. First We Take Manhattan – 3:47
2. Bird on the Wire – 4:42
3. Famous Blue Raincoat – 5:33
4. Joan of Arc – 7:57
5. Ain't No Cure for Love – 3:21
6. Coming Back to You – 3:43
7. Song of Bernadette – 3:55 (Jennifer Warnes/Bill Elliott/Leonard Cohen)
8. A Singer Must Die – 4:52
9. Came So Far for Beauty – 3:37 (Leonard Cohen/John Lissauer)